# LOVE, TWO LOVE
「LOVE, TWO LOVE」（ラブ・ツー・ラブ）とは1995年11月22日に発売された須賀響子の5作目のシングルである。テレビアニメ『ぼのぼの』のエンディングテーマに採用された。本作は須賀響子の最終シングルである。

## 概要
本シングルには、須賀響子の3rdアルバムである『ラブ・ポーション』のアルバムに収録された曲の一部が収録されている。

## 収録曲
| 全作詞・作曲: 須賀響子。 |                                         |          |            |
| #                        | タイトル                                | 作詞     | 作曲・編曲 |
| 1.                       | 「LOVE,TWO LOVE」                       | 須賀響子 | 須賀響子   |
| 2.                       | 「WHEN I NEED YOU」                     | 須賀響子 | 須賀響子   |
| 3.                       | 「LOVE,TWO LOVE」(オリジナル・カラオケ) | 須賀響子 | 須賀響子   |